# Marcus Stotz
Marcus Stotz (* 19. Dezember 1975 in Heidelberg)  ist ein deutscher Kameramann.

## Leben und Wirken
Marcus Stotz ist in Heidelberg geboren und aufgewachsen. Er hat an der Filmakademie Baden-Württemberg Kamera studiert und mit Diplom abgeschlossen. Danach hat er bei einigen Kinofilmen und Fernsehproduktionen die Kamera geführt. Für den deutschen Kinofilm Kopf oder Zahl hat er auch das Drehbuch mitverfasst. Der deutsche Kinofilm Kampfansage – Der letzte Schüler brachte ihm 2005 eine Nominierung für den Deutschen Kamerapreis ein.
Des Weiteren führte Marcus Stotz die Kamera bei dem deutschen Kultfilm Schluss mit Mudder und verschiedenen Musikvideos, unter anderem von T.Raumschmiere. Mit Marco Haas, dem Erfinder des Electropunk-Projektes T.Raumschmiere, gründete Marcus Stotz 1997 das Berliner Musiklabel Shitkatapult und spielte auch mit ihm in der Hardcore-Band The Men Of Hell bzw. Zorn, deren Gitarrist er war.
Marcus Stotz wohnt in Berlin.

## Filmografie (Auswahl)
- 2002: Schluss mit Mudder
- 2005: Kampfansage – Der letzte Schüler
- 2006: Jean – Paul – Marie (Fernsehfilm)
- 2007: Auf bösem Boden
- 2008: Post Mortem (Fernsehserie)
- 2009: Kopf oder Zahl (Kamera, Drehbuch)
- 2012: Auf den zweiten Blick
- 2013: Der Minister (Fernsehfilm)
- 2014: Die Schlikkerfrauen (Fernsehfilm)
- 2016: Der Urbino-Krimi: Die Tote im Palazzo (Fernsehfilm)
- 2016: Der Urbino-Krimi: Mord im Olivenhain (Fernsehfilm)
- 2017: Das Wasser des Lebens
- 2018: Zwischen Sommer und Herbst
- 2021–2023: Blutige Anfänger (Fernsehserie, 12 Folgen)

## Auszeichnungen
- 2005: Nominierung für den Deutschen Kamerapreis in der Kategorie Kamera Kinospielfilm für Kampfansage – Der letzte Schüler